# Port-la-Nouvelle

Port-la-Nouvelle este o comună în departamentul Aude din sudul Franței. În 1 ianuarie 2022 avea o populație de 5.882 de locuitori.